# 石屯镇 (望谟县)
石屯镇，是中华人民共和国贵州省黔西南布依族苗族自治州望谟县下辖的一个乡镇级行政单位。
2015年1月21日，贵州省人民政府批复同意望谟县乡镇行政区划调整，新设置的石屯镇辖原打尖乡、石屯镇，镇人民政府驻红星村。

## 行政区划
石屯镇下辖以下地区：
红星村、石屯村、和平村、包树村、翁村、拉袍村、岜油村、乐化村、喜满村、冉道村、上平寨村、达耸村、打狼村、新合村、打岩村、打尖村、羊架村、边界村、坡毛村、洒琴村、喜独村和喜毫村。